# Међународни рачуноводствени стандард 29
МРС 29 - Финансијско извештавање у хиперинфлаторним привредама
У хиперинфлаторним привредама извештавање о резултатима пословања и финансијском стању у домаћој валути није корисно без прерачунавања. Због губитка куповне моћи новца поређења износа нису могућа чак и у истом обрачунском периоду што доводи до погрешних закључака. Износи биланса стања прерачунавају се применом општег индекса цена. Монетарне ставке се не прерачунавају јер су на дан биланса већ исказане у монетарној јединици. Сва остала средства и обавезе су немонетарне ставке и подлежу прерачунавању. Све ставке биланса успеха се прерачунавају применом промене у општем индексу цена од дана када су ставке прихода и расхода први пут исказане у финансијским извештајима до извештајног периода. Добитак или губитак на нето монетарном положају укључује се у нето приход и обелодањује као посебна ставка. Финансијски извештаји предузећа у условима хиперинфлације у привреди могу бити засновани на историјским вредностима или текућим вредностима, али морају бити исказани у мерној јединици која важи на дан Биланса стања. Упоредни износи за претходни период такође морају да се прерачунају на мерну јединицу која важи на дан Биланса стања. У финансијским извештајима треба обелоданити кретање званичних индекса цена за извештајни период који су коришћени за прерачунавање.